# Sandro Botticelli

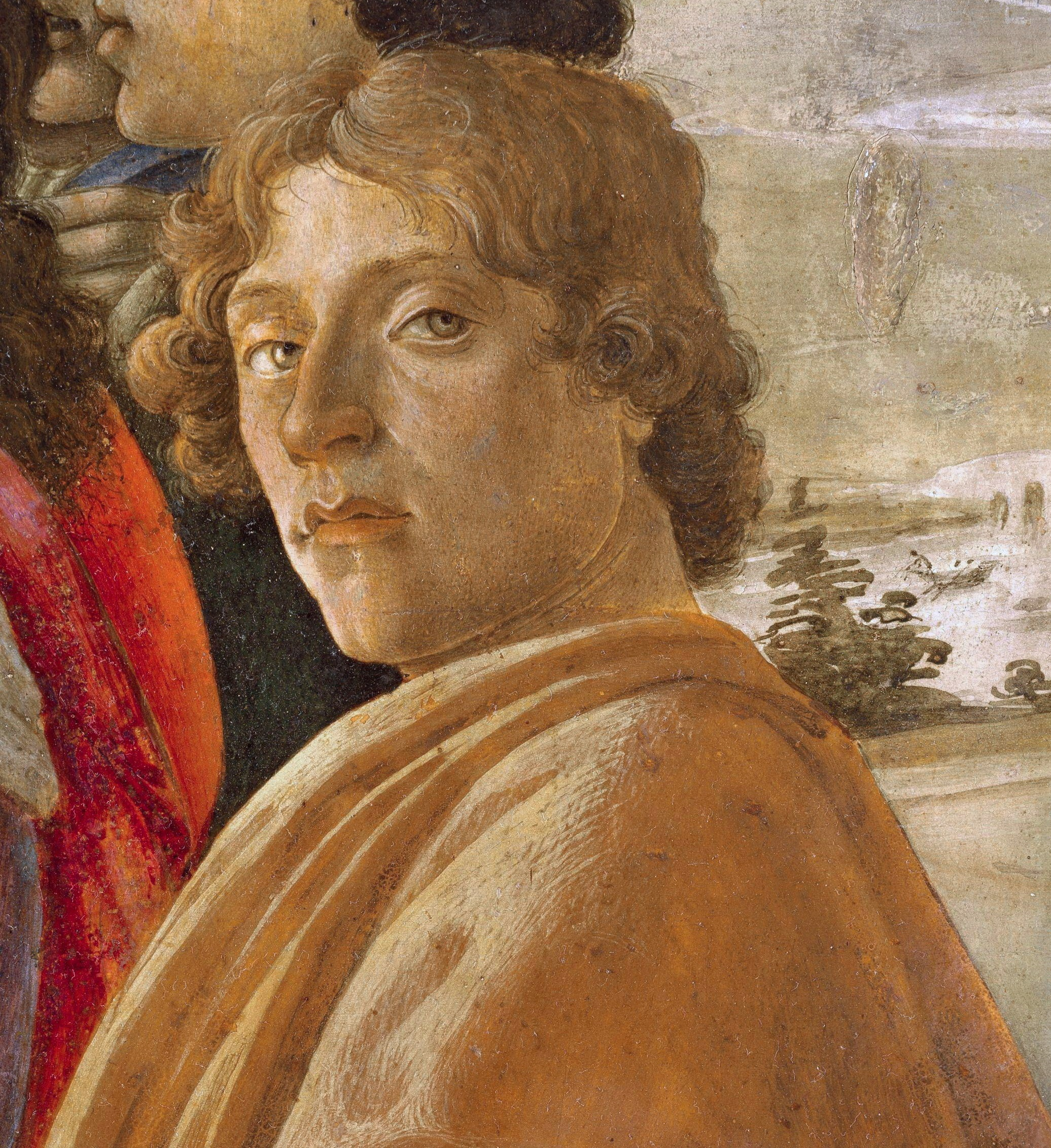
Önarckép; részlet a Háromkirályok imádása című képről

Sandro Botticelli, eredeti nevén Alessandro di Mariano di Vanni Filipepi (Firenze, 1445. március 1. – 1510. május 17.) itáliai festő, a korai reneszánsz (quattrocento) idején a firenzei iskola legjelesebb képviselője.

## Élete
Apja, Mariano Filipepi tímármester egy adóbevallásában így jellemezte negyedik, legkisebb fiát: „Fiam, Sandro 13 éves, iskolába jár és beteges.” Valószínűleg gyenge egészsége volt az oka, hogy nem folytatta az apja mesterségét, de mivel eszesnek és tanulékonynak bizonyult, taníttatták, ami környezetében abban az időben ritkaságnak számított. Legidősebb bátyjánál, Giovanninál lakott, akit alacsony, kövér termete miatt Botticellónak (hordócska) neveztek. A Botticelli név jelentése: Botticellóék. Másik bátyja, Antonio aranyozó mester volt, a Szent Lukács céh tagja.
Giorgio Vasari szerint Botticelli mestere Fra Filippo Lippi volt, aki valószínűleg firenzei tartózkodása alatt, 1460 és 1467 között oktatta. 1470-ben már műhelye volt, s ebben az évben kapott megbízást a kereskedők céhétől két erény ábrázolására, a másik kettőt Antonio Pollaiuolo festette meg. Botticelli képeiből csak az egyik készült el, az Erő, amely egyszerre mutatja Pollaiuolo és Andrea del Verrocchio hatását. 1472-ben a Szent Lukács céh évkönyvében tűnik fel a neve, s tanítványaként Filippino Lippit, Filippo Lippi fiát jelölik meg, aki mintegy tizenöt éven keresztül dolgozott Botticelli mellett.

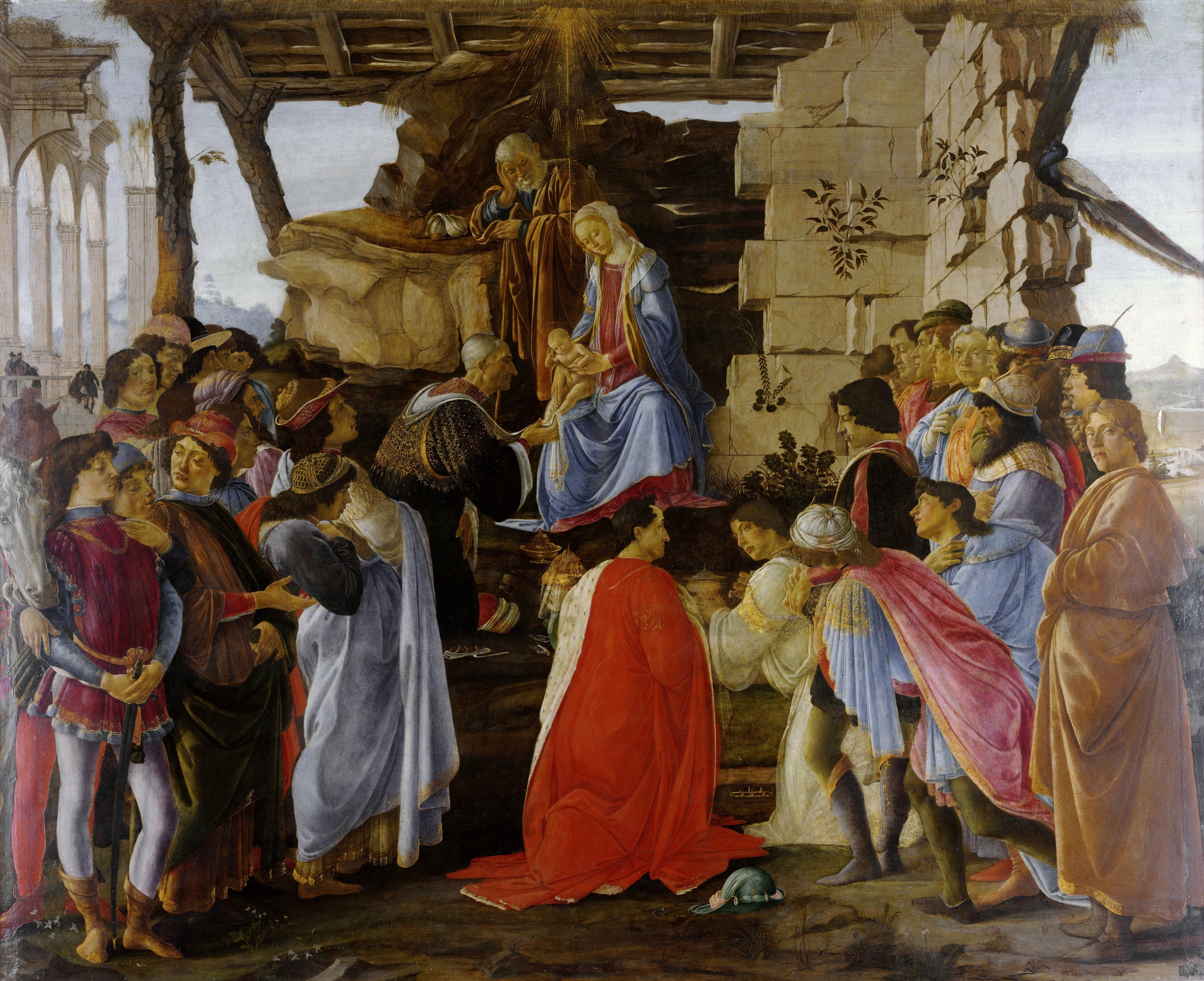
Háromkirályok imádása; a térdeplő alak Cosimo de’ Medici, mellette Piero és Giovanni, körülöttük a Medici-udvar több tagjával (Uffizi)

1474-ben Pisába ment, ahol nekikezdett egy Mária mennybemenetelét ábrázoló freskónak, de nem fejezte be, mivel a megbízói elégedetlenek voltak a munkájával. Ebben az időben került szoros kapcsolatba a Medici-családdal, és többükről készített arcképet. Giovanni Lami kereskedő megrendelésére festette a Háromkirályok imádása című képét, amelyen a Mediciek közül többen felismerhetők. 1476 táján valószínűleg Urbinóba utazott, ahol megismerkedhetett Piero della Francescával. Nem sokkal később, 1477-ben festette első ismertebb remekművét, A tavaszt a Villa di Castello számára, amely Lorenzo és Giovanni di Pierfrancesco tulajdonában volt.
1480-ban Amerigo Vespuccinak és testvérének, a több évig Magyarországon tartózkodó Bernardo Vespucci családjának (a Mariano család szomszédai voltak) megbízásából az Ognissanti-templom számára festette meg a Szent Ágoston-freskót, amelyet követett a San Martino alla Scala-kórház részére készített Angyali üdvözlet, amely már teljesen egyéni hangú, a hagyományost ötvözi újításaival. 1481-ben és 1482-ben a római Sixtus-kápolna freskóin dolgozott tanítványaival. Három bibliai történet ábrázolása került ki a keze alól: a Mózes próbatételei, a Krisztus megkísértése és az Áron ellen lázadók megbüntetése. Ezek a képek az előbbieknél sokkal nyugtalanabbak, feszültebbek, amit a kutatók Leonardo hatásával magyaráznak. 1483-ban vagy 1487-ben egy kelengyeláda díszéül szolgáló festménysorozatra kapott felkérést, így született a Boccaccio elbeszélése alapján készült, négy részből álló Nastagio degli Onesti története.
Botticelli ebben az időben ért pályája csúcsára. Leghíresebb képe, a Vénusz születése is ekkoriban készült, bár az egzakt időpontot nem sikerült meghatározni. Ez a kép is eredetileg a Villa di Castellóban volt. Firenzében 1490-ben tűnt fel Girolamo Savonarola, aki tüzes hangú szónoklataiban elítélte azt a művészetet, amely nem a vallást szolgálja, s szigorú vallásosságot hirdetett. Botticellire nagy hatással volt a barát, bár taszította a kép- és könyvégetés, a szembefordulás a Mediciek kifinomult kultúrájával. 1493-ban meghalt az apja, s Botticelli, mivel felesége és gyermeke nem volt, másik két bátyjával, Antonióval és Simonéval közösen, Firenzén kívül birtokot vásárolt, ami némi anyagi biztonságot jelentett számára. Ebben az időben született képeire egyre inkább rányomta bélyegét magárahagyatottsága, nyugtalansága és mély vallásossága. 1496-ban keletkezett a Rágalom, utolsó jelentős festményeinek egyike. A következő években egyre kevesebbet festett, a megbízókat valószínűleg elriasztotta műveinek zaklatottsága. 1502-ben rágalmazói mondvacsinált ürüggyel (fiatal fiúk megrontása) feljelentették, de az ügynek nem lett folytatása. 1504-ben részt vett Michelangelo Dávidjának elhelyezéséről szóló vitában. A következő adat már 1510. május 17-éről való: ekkor helyezik örök nyugalomra az Ognissanti-temetőben.

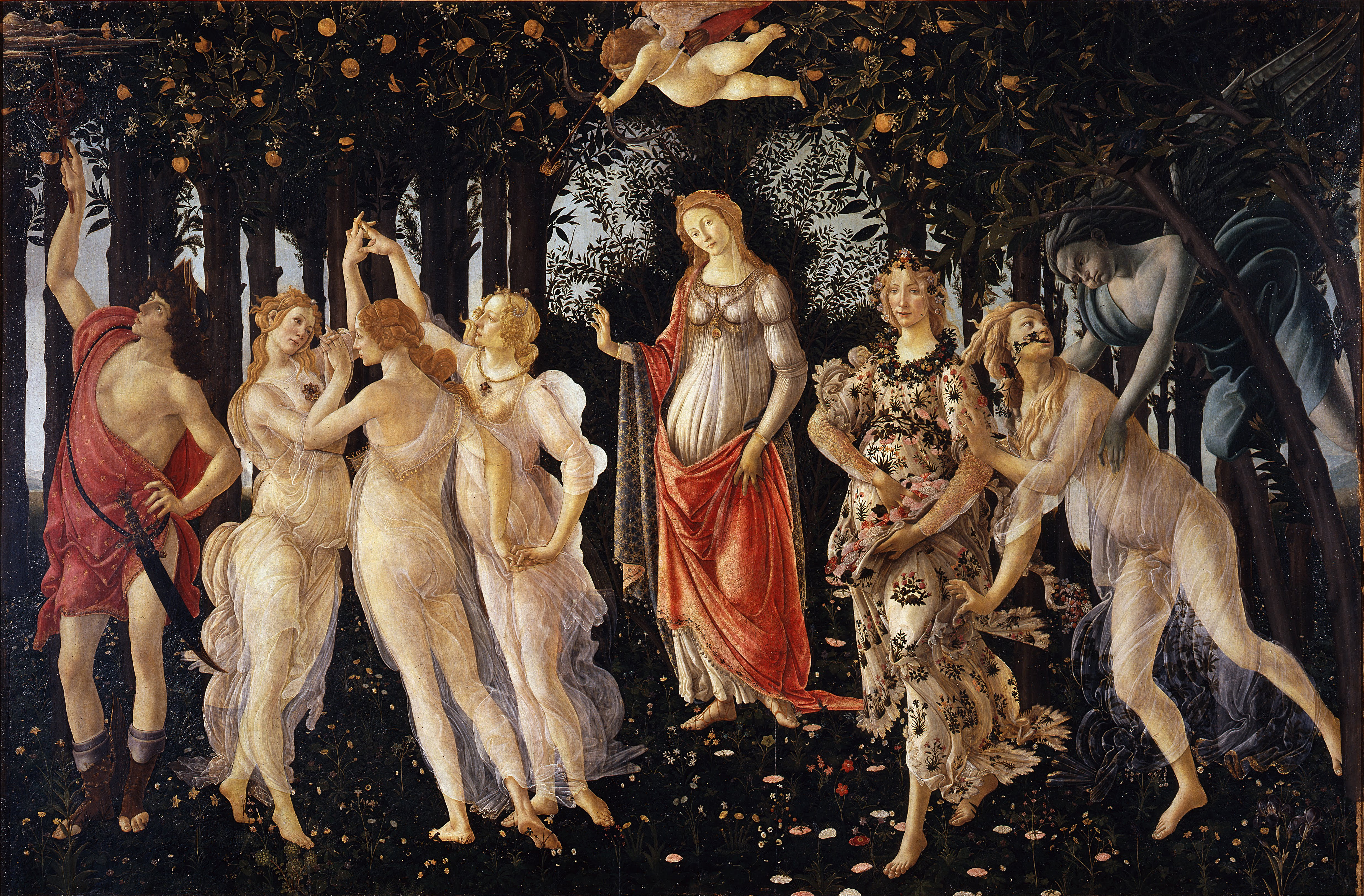
Tavasz (Primavera)

## Művészete

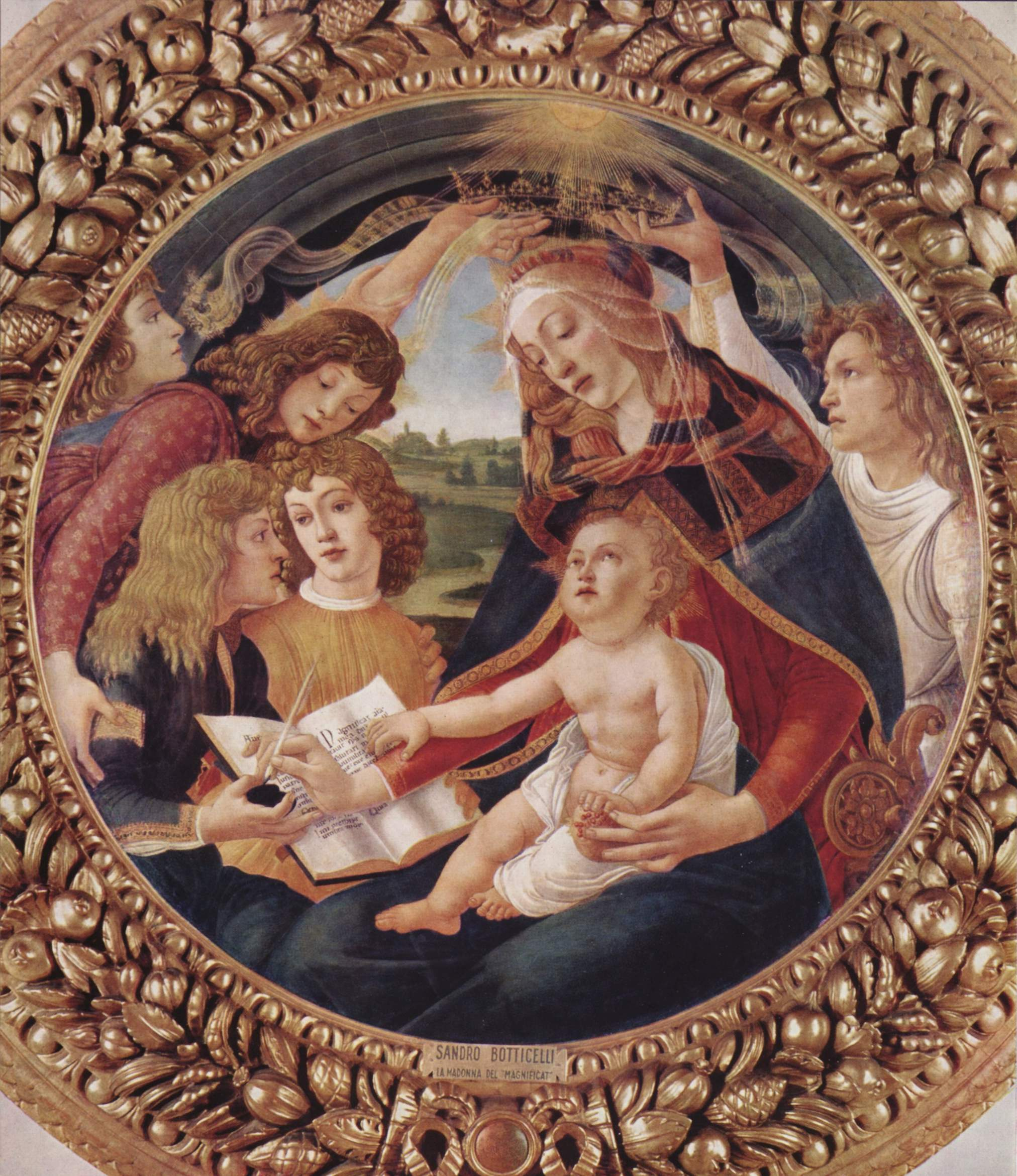
Madonna del Magnificat (Tondo, 1483-1485 körül), Uffizi, Firenze

Első munkáin felfedezhető mestere, Filippo Lippi, s más firenzei vagy olyan Firenzében megfordult művészek hatása, mint Verrocchio és Pollaiuolo. Később az ezen festők műveiben fellelhető feszültséget, drámaiságot Botticelli képein felváltja a finomság és az érzékenység. Mindez jól észlelhető egyik korai képén, a Szent Sebestyénen. Ebben az időben készült egyik leglíraibb alkotása, a Rózsás Madonna is. A Medici-családdal való kapcsolatából keletkező egyik első festménye a Konvertiták oltára, amelyen a család több tagját is megörökítette, de ez a mű erősen megsérült az idők folyamán. A Mediciekről több portrét is készített, ezek közül a legjelentősebbek a Férfiképmás Cosimo il Vecchio medalionjával és a Giuliano de’ Medici arcképe, amiből több változatot is készített.
Andrea Mantegna hatása mutatkozik meg két, egymással teljesen ellentétes hangulatú képén. Míg a Holofernész holttestének megtalálása erős színeivel, drámaiságával, addig a Judit visszatérése gyöngédségével és finomságával tűnik ki. 1478 táján keletkezett az első Madonna-tondó, az úgynevezett Raczensky-tondó, amelyet még több hasonló, gyöngéden, eredetien, részletekbe menően létrehozott alkotás követett. Legismertebb közülük a Gránátalmás Madonna és a szerkezetileg lenyűgöző hatású Madonna del Magnificat.

Vénusz születése (tempera, vászon, 1485 körül), Uffizi, Firenze

Akkoriban született az itáliai reneszánsz egyik legismertebb alkotása, A tavasz. A képet a belőle áradó harmónia, elegancia és szépség igazi mesterművé teszi. Értelmezéséről még ma is viták folynak, az sem világos, milyen alkalomra készült; egyesek Giuliano de’ Medici és Simonetta Vespucci szerelmének vagy Simonetta halálának allegóriájaként magyarázzák. A teljesen árnyéktalan, örökkévalóságot sugalló kertet és Flora ruháját számtalan virág díszíti; mintegy ötszáz növényfajt azonosítottak a festményen. Botticelli másik mesterműve és a művészet történetének egyik legismertebb festménye, a Vénusz születése is ebben az időszakban keletkezett. A tavaszhoz hasonlóan Botticelli ezt a művét is a művelt, irodalomban, filozófiában, mitológiában jártas közönségnek szánta, aki megfejthette a kép rejtett allegóriáját. A kép ikonogáfiájának megfejtését valószínűleg a Firenzében uralkodó újplatonizmusban kell keresni: a szépség és az anyag, az eszme és a természet egyesüléséből születik. Szintén Giuliano de’ Medici és Simonetta Vespucci szerelme lehetett a forrása a Vénusz és Mars című kép születésének.
Később, miután Savonarola hatása alá került, Botticelli stílusa megváltozott, szigorúbb, szomorúbb lett, műveinek ritmusa feszültebb, szögletesebb. A háttérben a szelíd toszkán táj benépesült flamand hatásokat tükröző kastélyokkal. Drámai feszültségkeltésének végső határáig ment el a ma az Uffiziben látható Angyali üdvözleten. Utolsó évein eluralkodó misztikussága árad a Szent Jeromos utolsó áldozásából. A Rágalom valószínűleg Apellész görög festő műve nyomán született, amelyről Lukianosz tudósított. A festményt azokkal a rágalmakkal hozták összefüggésbe, amelyek Savonarola vesztét okozták. Az emberi dráma és a nyugalmas szépségű környezet között feszülő ellentét Botticelli több képén felbukkant.
Botticelli művészetét minden finomsága, érzékenysége ellenére a kortársak a „férfias” jelzővel illették. Megérezték benne azt a férfias szellemet, erőt és határozottságot, stílusalakító készséget, amellyel példát és utat mutatott az érett reneszánsz művészeinek.

## Botticelli Magyarországon?

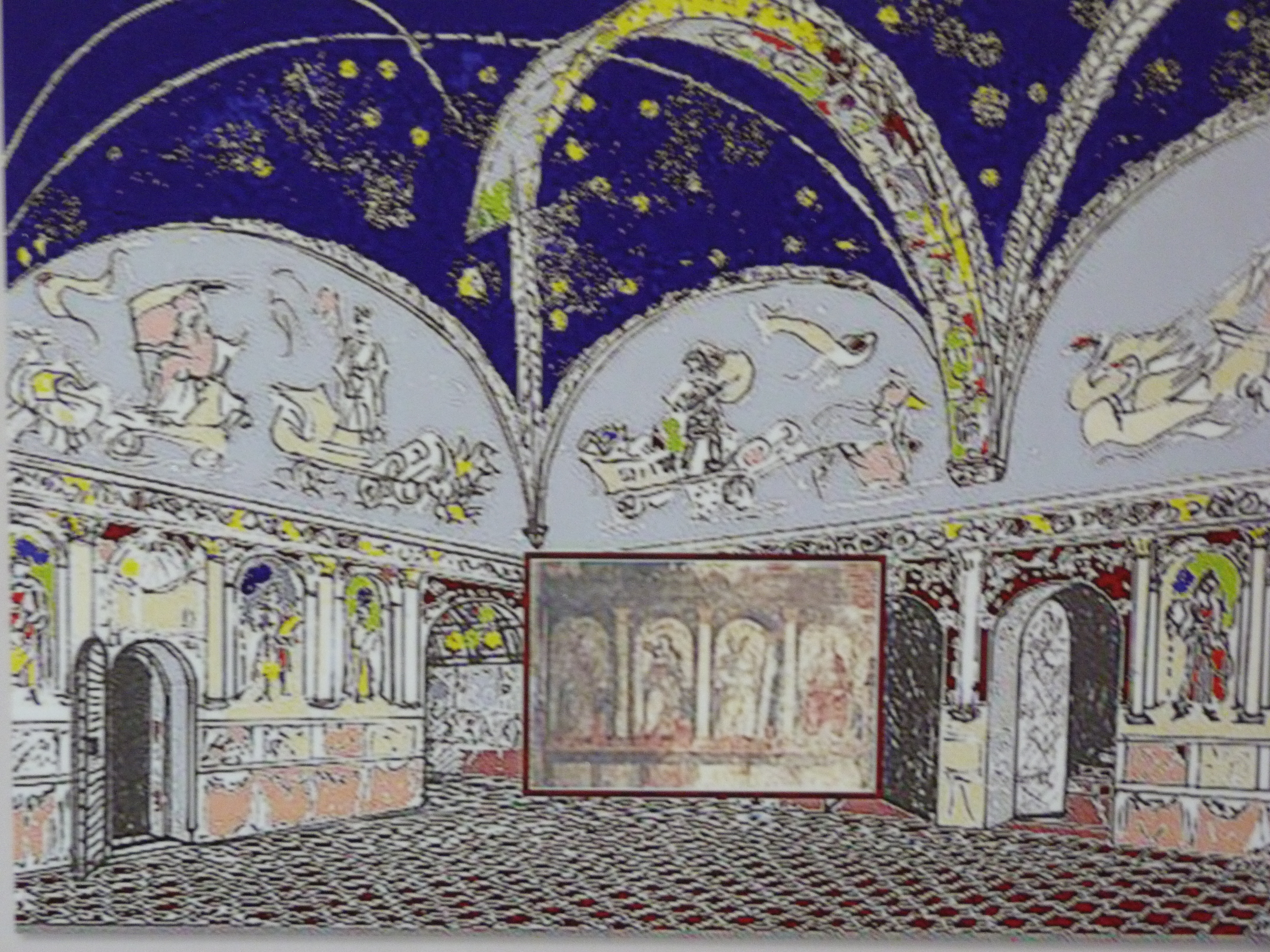
Restaurálási koncepció – Temperantia, Esztergom

Wierdl Zsuzsanna restaurátor és Prokopp Mária művészettörténész véleménye szerint valószínűleg Botticelli egy igen korai freskóját találták meg Esztergomban, Vitéz János egykori esztergomi érsek dolgozószobájában. A két kutató már 10 éve foglalkozott a falképpel, aminek eredményeit a 2009-ben megjelent Az erények nyomában című könyvben foglalták össze. A főpap az elmélet szerint Filippo Lippi tanítványát bízhatta meg palotája kifestésével, így érkezett Magyarországra Botticelli, a Sixtus kápolna munkái után. A tőle származható freskórészlet a négy erényt ábrázoló nőalakok közül a Mértékletesség és az Erő alakja. A nagy részben megsérült és az idők folyamán rosszul restaurált festményen sikerült megtalálni a művész valószínűsíthető szignóját. Árulkodó jel még a történelmi körülményeken kívül a jellegzetes női fejforma, a domborodó nyak és a fül javításai is. Botticelli ugyanis nem szeretett fület festeni, általában a haj alá rejtette. A freskó restaurálás után megtekinthető az esztergomi vármúzeumban. A felfedezés 2007. júniusi bejelentése után pár szakértő kétségbe vonta, például L. A. Waldman, a Texasi Egyetem egyik docense, hogy valóban Botticelli-alkotásról van-e szó, de egyértelmű bizonyítékot nem tudtak felmutatni. Vitéz János studiolója a benne rejlő falképekkel 2009-ben elnyerte az „Európai Örökség” címet. A legújabb kutatásokról  nemzetközi tanulmánykötet jelent meg 2022-ben The Renaissance studiolo in Europe címmel.

## Művei
- Madonna gyermekével és angyallal (1465–67), Firenze, Ospedale degli Innocenti
- Madonna gyermekével és angyallal (1465–67), Ajaccio, Musée Fesch
- Madonna della Loggia (1467 körül), Firenze, Uffizi
- Szűz Mária gyermekével, két angyallal és a gyermek Keresztelő Szent Jánossal (1465–1470), Firenze, Galleria dell'Accademia
- Angyali üdvözlet (1479 körül), New York , Hyde Collection
- Szűz Mária gyermekével, Szent Jánossal és egy angyallal (1488), Varsó, Muzeum Narodowe
- Háromkirályok imádása (1465–1467), London, National Gallery
- A Szűz és a Gyermek (Guidi de Faenza Madonna) (1465–70), Párizs, Louvre
- Fiatal férfi arcképe (1469 körül), Firenze, Palazzo Pitti
- A rózsakertek Madonnája (Madonna del Roseto) (1469–1470), Firenze, Uffizi
- Madonna gyermekével és két angyallal (1468–1470 körül), Nápoly, Galleria Nazionale di Capodimonte
- Esmeralda Brandini arcképe (1470–1475), London, Victoria and Albert Museum
- Erő (1470 körül), Firenze, Uffizi
- Sant'Ambrogio-oltár (1470 körül), Firenze, Uffizi
- Madonna gyermekével és hat szenttel (1470 körül), Boston, Isabella Stewart Gardner Museum
- Judit visszatérése (1470–1472), Firenze, Uffizi
- A Szűz és a Gyermek Keresztelő Szent Jánossal (1470–75), Párizs, Louvre
- Eszter története 3 részben (1470–75), Párizs, Louvre
- A Szűz és a Gyermek angyalokkal (1470), Párizs, Louvre
- Holofernész holttestének megtalálása (1470–1472), Firenze, Uffizi
- Fiatal férfi arcképe (1472), Párizs, Louvre
- Háromkirályok imádása (1475–1477), London, National Gallery
- Fiatal nő arcképe (1475 körül), Firenze, Palazzo Pitti
- Háromkirályok imádása (1475–1477), Firenze, Uffizi
- Szent Sebestyén (1474), Gemäldegalerie (Berlin)
- Férfiképmás Cosimo il Vecchio medalionjával (1474–1475 körül), Firenze, Uffizi
- Giuliano de’ Medici arcképe (1475 körül), Bergamo, Accademia Carrara
- Madonna gyermekével (1475 körül), Chicago, Art Institute
- Caterina Sforza arcképe(1475 körül), Altenburg (Németország), Lindenau-Museum
- Giuliano de’ Medici arcképe (1476–1477), Washington, National Gallery of Art
- A tavasz (Primavera), (1477–78), Firenze, Uffizi
- Krisztus születése, (1476–1477), Firenze, Santa Maria Novella
- Giuliano de’ Medici arcképe (1478), Berlin, Staatliche Museen
- Szent Ágoston (1480), Firenze, Ognissanti-templom
- Madonna gyermekével és angyalokkal (Madonna del Magnificat) (1480–1483), Firenze, Uffizi
- Könyves Madonna (Madonna del Libro) (1480–1483 körül), Milánó, Museo Poldi Pezzoli
- Fiatal nő arcképe (1480–85), Frankfurt am Main, Stadelsches Kunstinstitut
- Fiatal nő arcképe (1480 után), Staatliche Museen, Berlin
- II. Szixtusz (1481), Sixtus-kápolna, Vatikán
- Háromkirályok imádása (1481–1482), Washington, National Gallery of Art
- Pallasz Athéné megszelídíti a kentaurt (1482–1483), Firenze, Uffizi
- Vénusz és Mars (1483), London, National Gallery
- Vénusz és a három Grácia ajándékot ad egy fiatal nőnek (1483–85), Párizs, Louvre
- Egy férfi és Vénusz ajándékot hoz a hét szabad művészetnek (1483–85), Párizs, Louvre
- Fiatal férfi arcképe (1483 körül), London, National Gallery
- Fiatal férfi arcképe (1482–1483 körül), Washington, National Gallery of Art
- Nastagio degli Onesti története (1483 körül), Madrid, Museo del Prado
- The Virgin and Child Enthroned (Bardi Altarpiece) (1484), Berlin, Staatliche Museen
- Vénusz születése (1484–1486), Firenze, Uffizi
- Angyali üdvözlet (1485), New York, Metropolitan Museum of Art
- Gránátalmás Madonna (Madonna della Melagrana) (1487 körül), Firenze, Uffizi
- San Barnaba-oltár (1487–1488 körül), Firenze, Uffizi
- Szent Ágoston látomása (1488 körül), Firenze, Uffizi
- Salomé Keresztelő Szent János fejével (1488 körül), Firenze, Uffizi
- A halott Krisztus siratása Szent Jeromossal, Péterrel és Pállal (1490 körül), München, Alte Pinakothek
- Férfiarckép (1490 körül), magángyűjtemény
- San Marco-oltár (1490–1492), Firenze, Uffizi
- Szent Ágoston a cellájában (1490–1494), Firenze, Uffizi
- Madonna a gyermek Jézussal és Keresztelő Szent Jánossal (1490–1495), Firenze, Palazzo Pitti
- Lorenzo di Ser Piero Lorenzi arcképe (1490–1495), Philadelphia, Museum of Art
- Szentháromság (Pala delle Convertite) (1491–1493), London, Courtauld Institute Galleries
- A Rágalom (1494–1495), Firenze, Uffizi
- A halott Krisztus siratása (1495 körül), Milánó, Museo Poldi Pezzoli
- Szent Jeromos utolsó áldozása (1495 körül), New York, Metropolitan Museum of Art
- Dante arcképe (1495 körül), magángyűjtemény
- Virginia története (1496–1504), Bergamo, Accademia Carrara
- Lucretia története (1496–1504), Boston, Isabella Stewart Gardner Museum
- Misztikus keresztrefeszítés (1497 körül), Harvard Egyetem, Fogg Art Museum
- Töviskoronázás (1500), Bergamo, Accademia Carrara
- Jézus színeváltozása (1500 körül), Róma, Galleria Pallavicini
- Judit elhagyja Holofernész sátrát (1495–1500), Amszterdam, Rijksmuseum
- Misztikus Jézus születése (1500 körül), London, National Gallery
- Mózes ifjúsága, A leprás megtisztulása és Krisztus megkísértése, Koré és társai megbüntetése (1481–82) Három freskó, Vatikán, Sixtus-kápolna
- Madonna Szen János evangélistával, Keresztelő Szent Jánossal (oltárkép, 1485) Berlin, Dahlem, Gemäldegalerie
- Rézkarcok Dante Alighieri Divina Comediájának lllusztrációiból (1490 körül) Biblioteca Vaticana és Berlin, Dahlem, Kupferstichkabinet